# Rue Tchaïkovski (Saint-Pétersbourg)

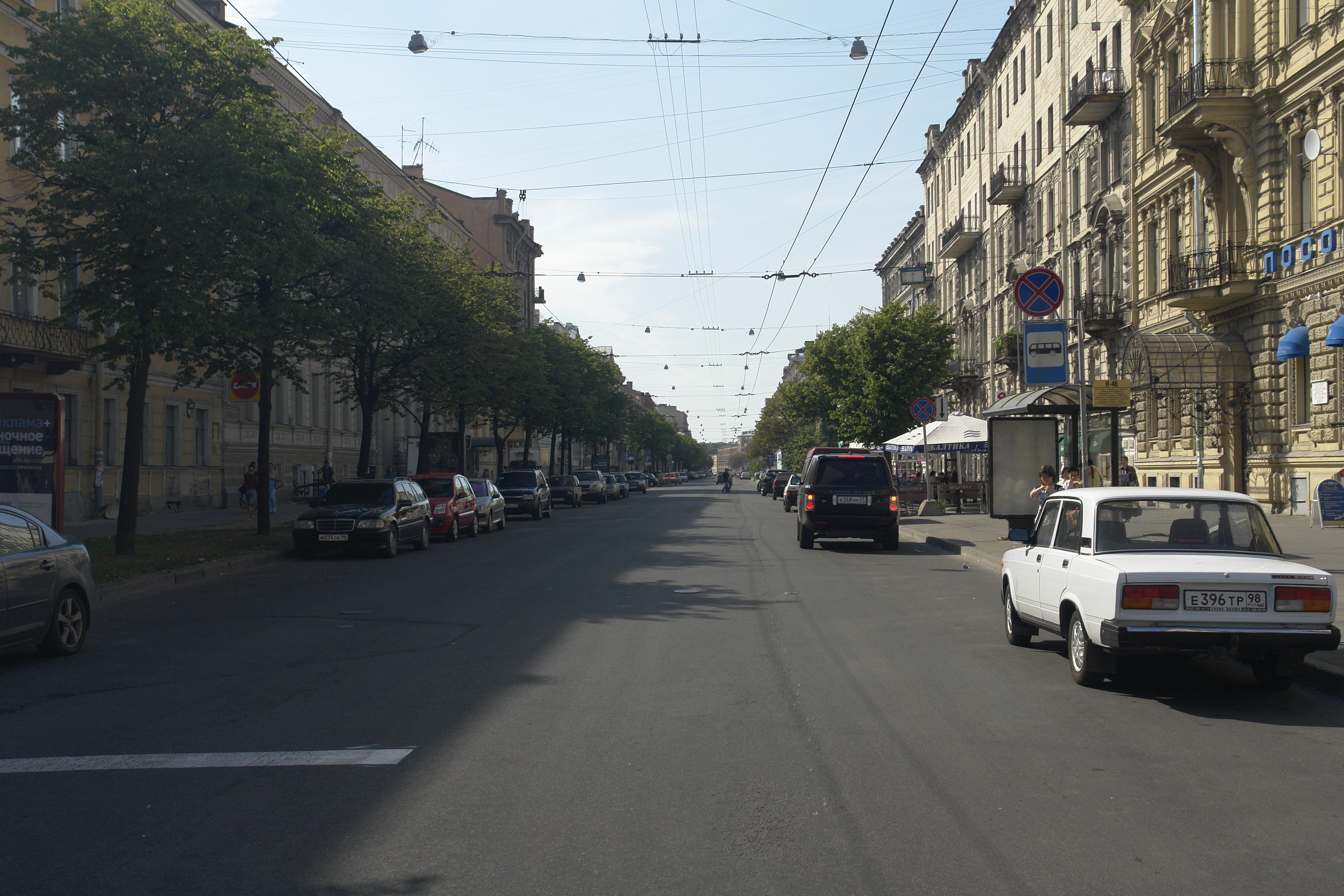
Vue de la rue Tchaïkovski à partir de l’avenue Tchernychevski

La rue Tchaïkovski était avant la révolution de 1917 l'une des rues les plus aristocratiques de Saint-Pétersbourg, sous le nom de rue Saint-Serge (Сергиевская улица). Elle est dans le prolongement du quai de la Fontanka et se termine rue Potemkine. Elle a reçu en 1923 son nouveau nom de rue Tchaïkovski, en l'honneur du compositeur qui y vécut en 1852 et 1853 au N°41 et étudia au Collège de Jurisprudence au N°1.

## Histoire
Elle doit son premier nom à la collégiale Saint-Serge-de-Toutes-les-Artilleries (Сергиевский всей артиллерии собор au n° 17) construite en style néoclassique de 1796 à 1800 et disparue en 1932. Elle se trouvait au croisement avec la perspective Liteïny.

## Bâtiments remarquables

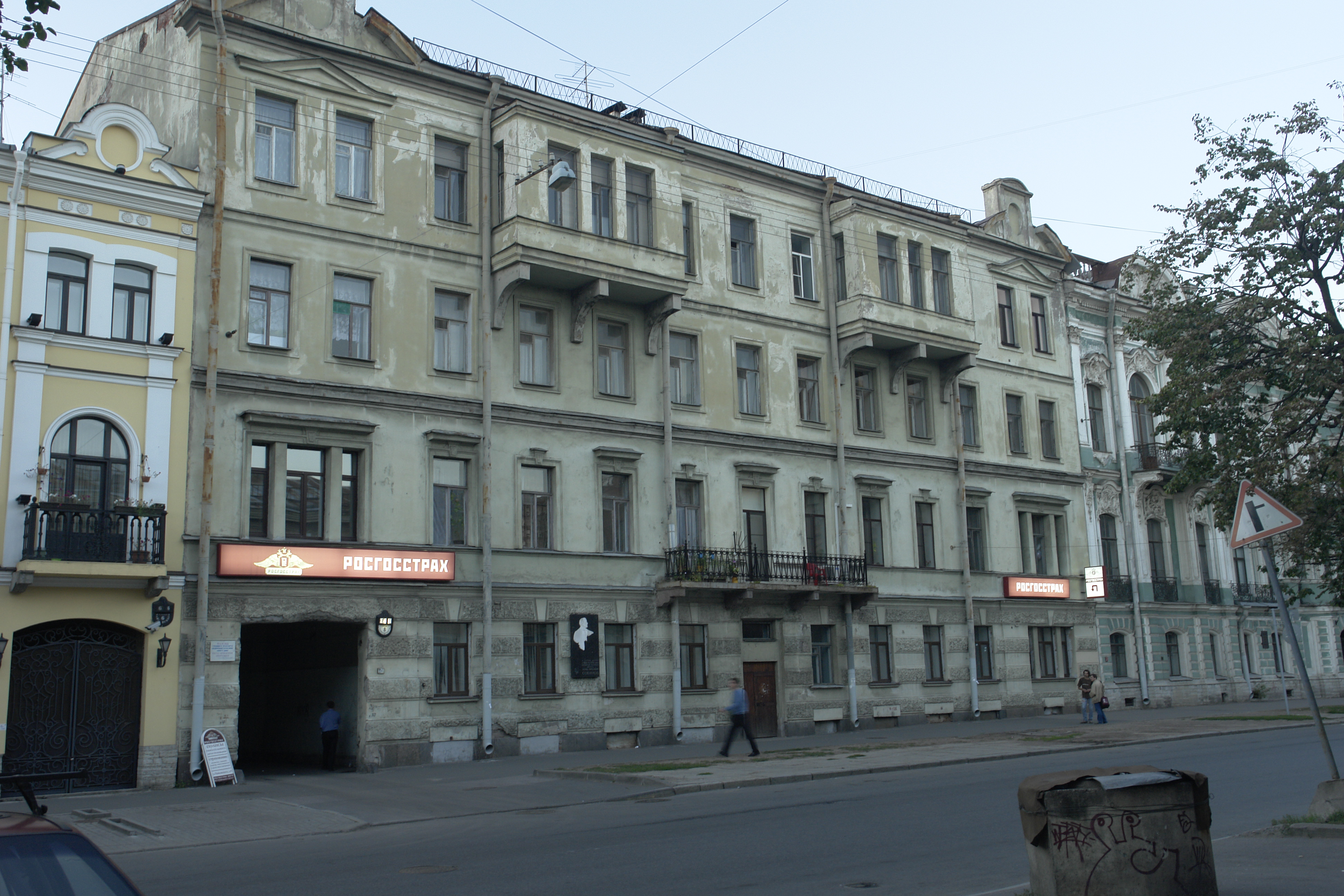
Immeuble Kourakine.

- N°8, immeuble de rapport Kourakine construit par l'architecte N.V. Nabokov. Réaménagé en 1869 selon les plans de D.D. Sokolov. Le chanteur d'opéra Leonid Sobinov y vécut de 1915 à 1929.
- N°10, hôtel particulier d'Élisabeth Bourtoulina, construit par Harald von Bosse (1857-1860), autrefois N°13. L'ambassade d'Autriche-Hongrie s'y installe de 1860 à 1917.

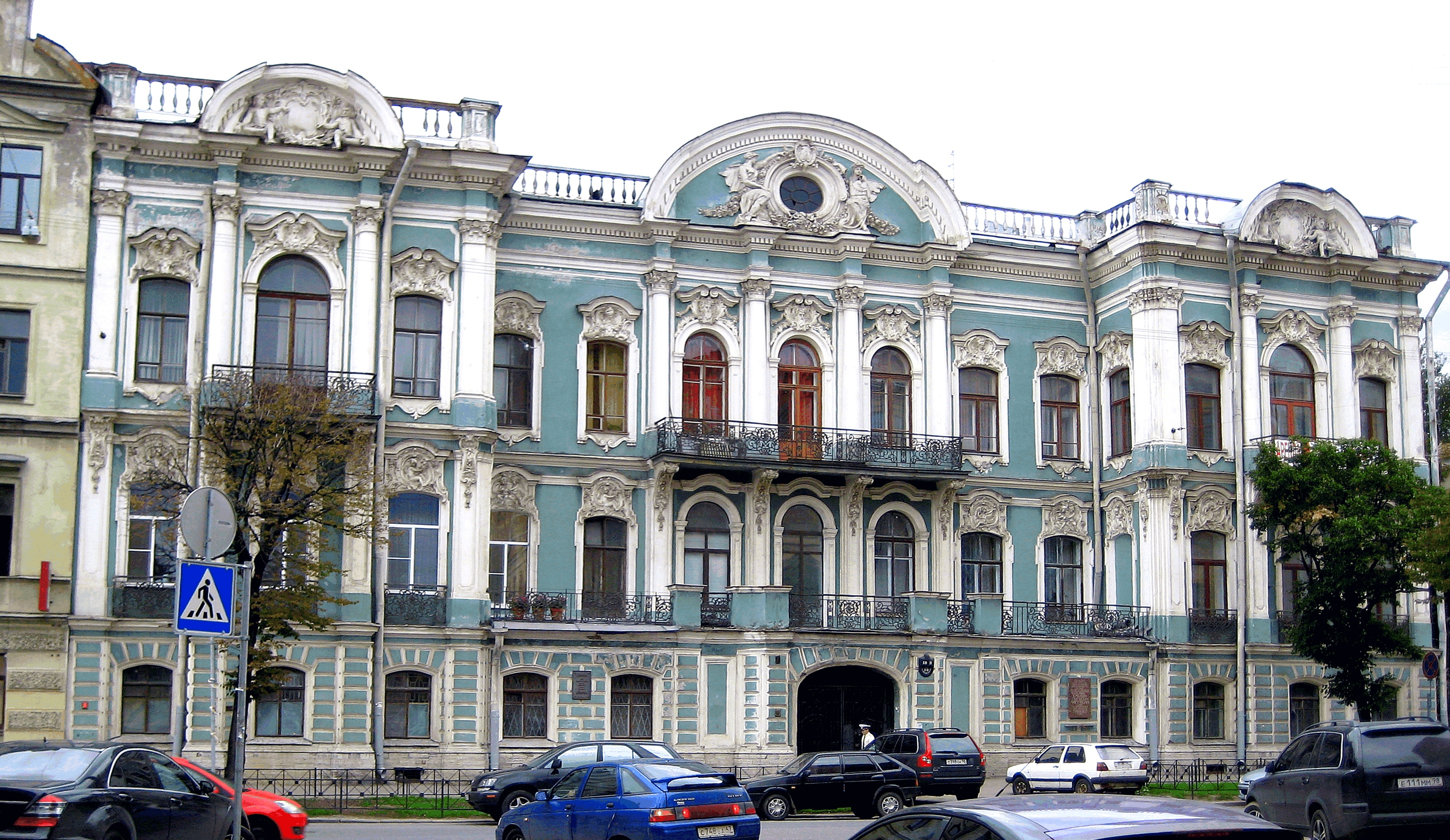
Ancienne ambassade d'Autriche-Hongrie au n° 10.

- N°27, hôtel particulier du comte Vladimir Petrovitch Orlov-Davydov, construit en 1872-1874 selon les plans de Robert Gödicke avec la participation d'Harald von Bosse et d'autres.
- N°28, « maison des Juristes », aujourd'hui collège universitaire français
- N°29, ancien hôtel particulier Narychkine-Troubetskoy. Construit en 1832 par l'architecte K. F. Lehmann sur l'emplacement de deux maisons, dont l'une a appartenu à Abraham Hannibal, l'arrière-grand-père maternel du poète russe Alexandre Pouchkine. En 1875, le prince Vassili Narychkine a acheté la maison, puis celle-ci a été reconstruite par l'architecte russe Robert Gödicke (ru) (1829 - 1910). Le 27 mars 2012, lors de travaux de restauration dans ce qui est devenu un hôtel particulier, une pièce secrète de 5 à 6 m2 a été découverte sous le plancher du deuxième étage, contenant un grand trésor d’antiquités uniques : argenterie, bijoux, décorations, services de table d'apparat[1],[Note 1].

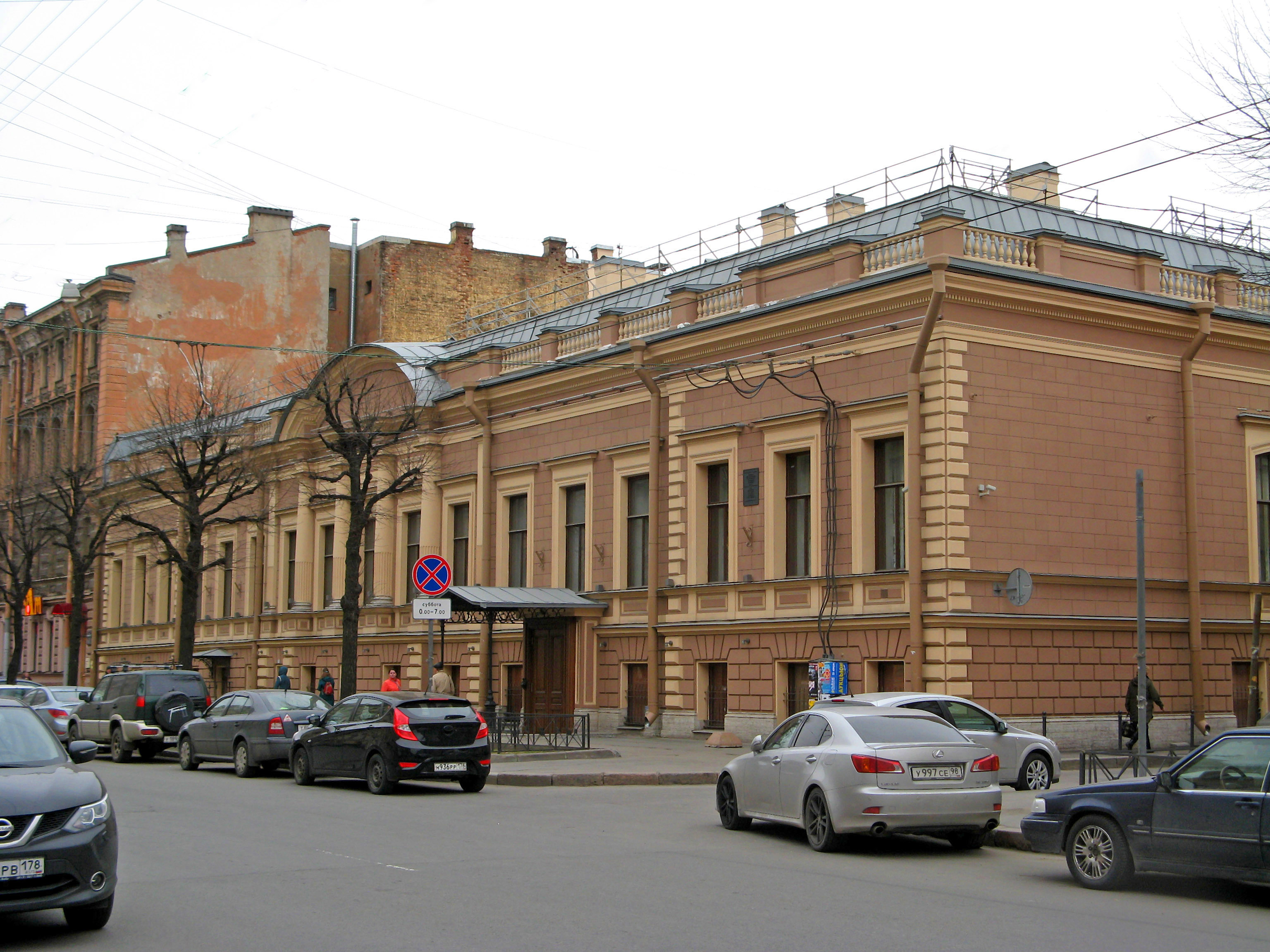
Hôtel particulier Narychkine-Troubetskoy au 29 rue Tchaïkovski, en 2015.

- N°30, hôtel particulier du prince Kotchoubeï, construit par Harald von Bosse (1853-1857)

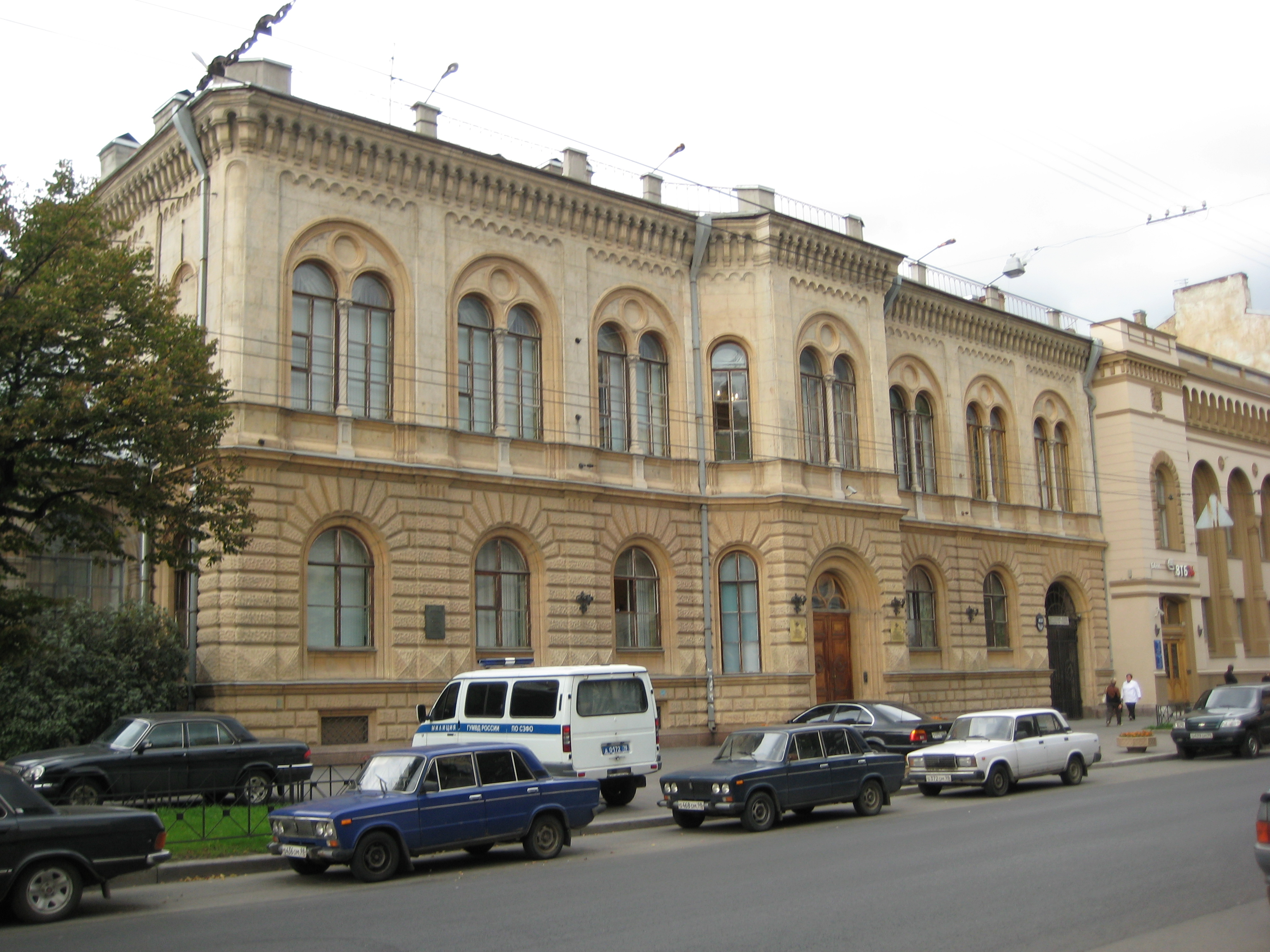
Ancien hôtel particulier du prince Kotchoubeï.

- N°32, hôtel particulier Apraxine, construit par August Pezold en 1860-1861.

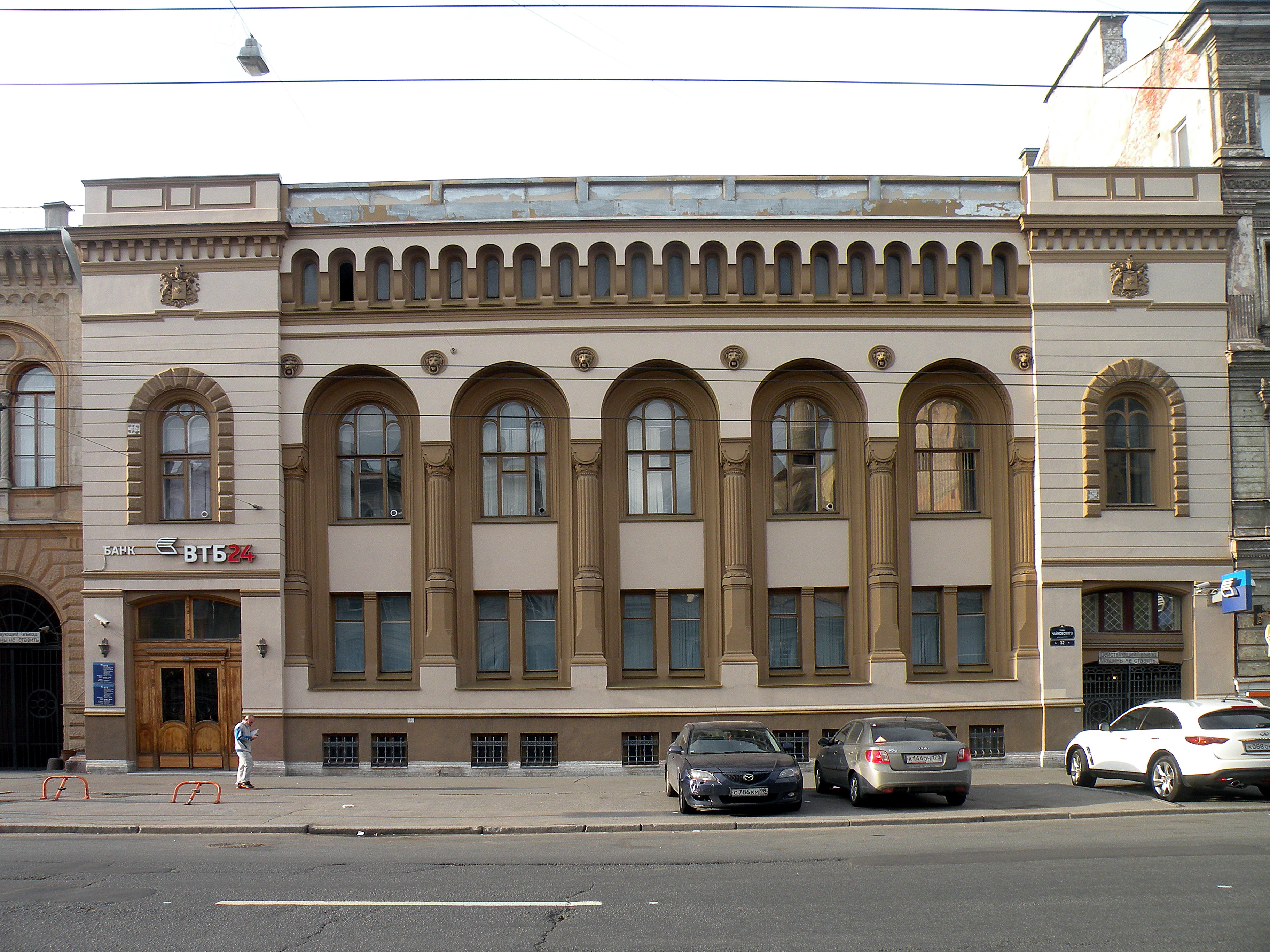
Hôtel particulier n° 32.

- N°46-48, hôtel particulier des princes Bariatinsky, plus tard propriété de la grande-duchesse Olga, sœur de Nicolas II.

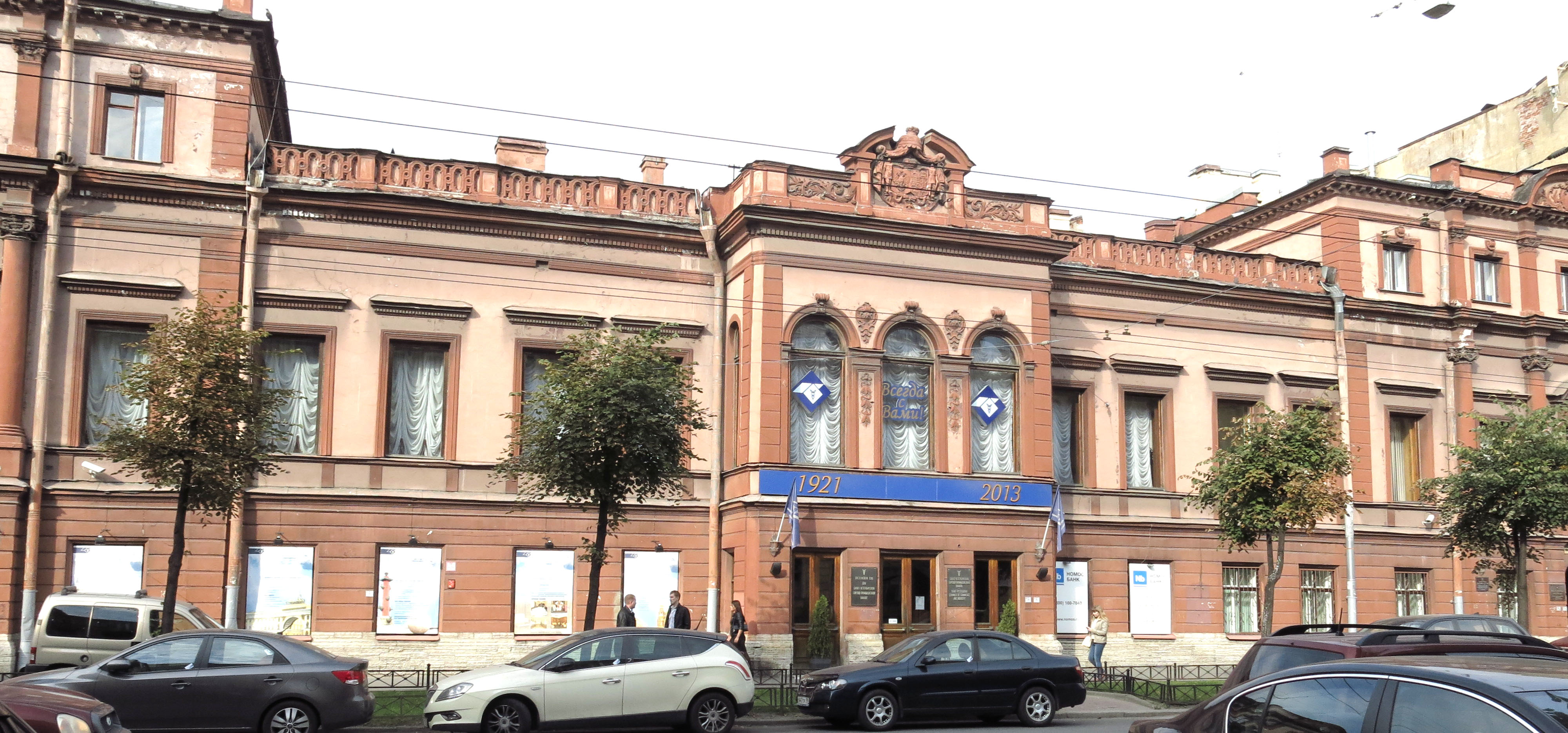
Hôtel Bariatinski ayant appartenu à la grande-duchesse Olga.